# Agnes Addison

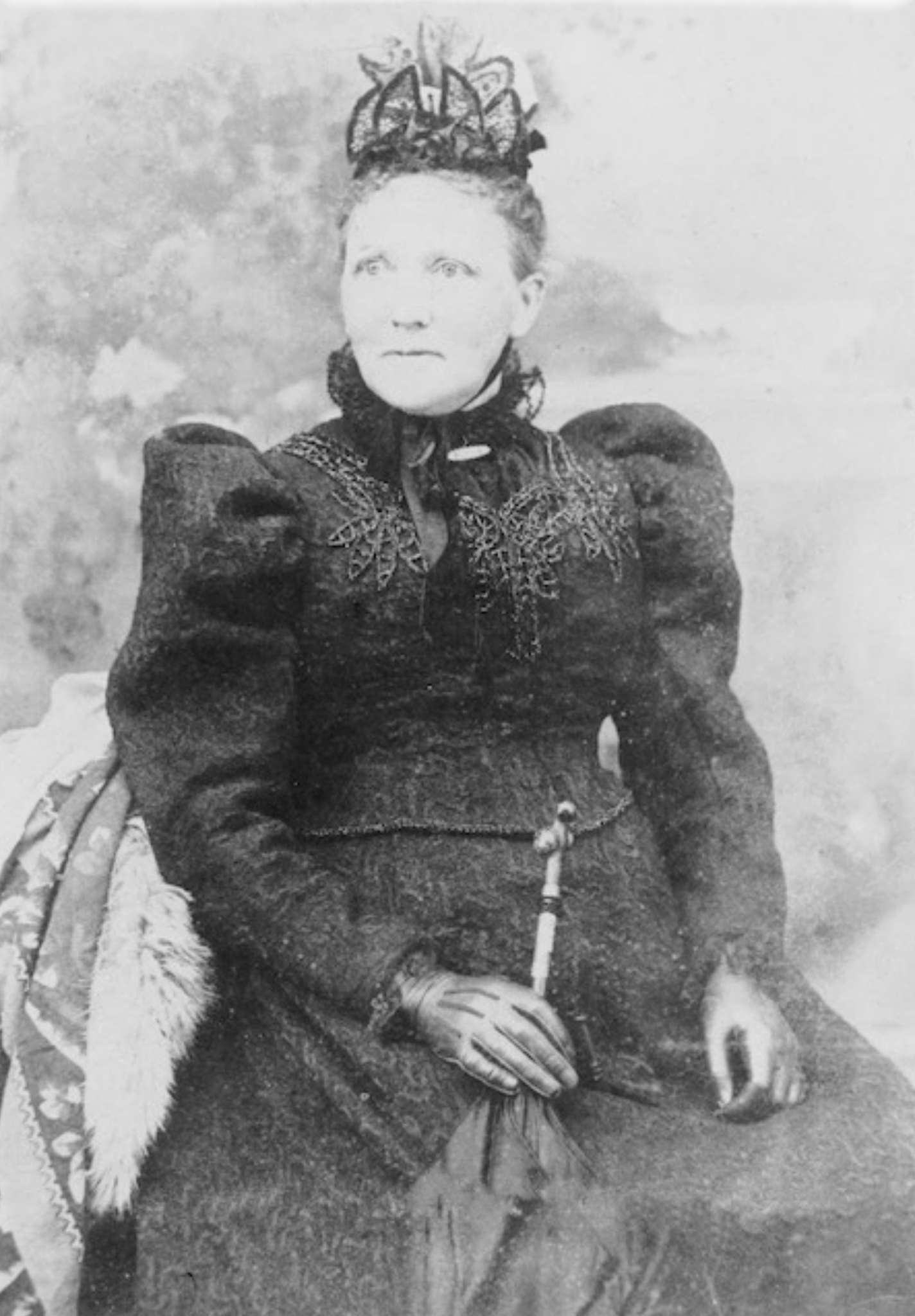
Agnes Addison
(ca. 1890er Jahre)

Agnes Addison (* 1842 in Edinburgh, Schottland; † 28. Januar 1903 in Hokitika, Neuseeland) war eine neuseeländische Textilkauffrau und Geschäftsinhaberin.

## Frühes Leben
Agnes Broomfield wurde 1842 als Tochter der Eheleute Margaret Fairbairn und dem Schuhmacher Joseph Broomfield in Edinburgh geboren. Über ihre Kindheit und Jugendzeit ist nichts bekannt. Agnes machte eine Ausbildung zur Hutmacherin und war in ihrem Beruf über Jahre in Edinburgh tätig.

## Heirat
In Edinburgh lernte Agnes den Zimmermann Robert Addison kennen, der bereits seit 1867 in Hokitika an der Westküste der Südinsel als Tischler und Bilderrahmer tätig war und ein Geschäft und ein Haus in der Stadt besaß. Sie heirateten am 19. August 1874 in Edinburgh und segelten am 31. Oktober 1874 auf dem Klipper Michael Angelo in Richtung Neuseeland, wo sie am 22. Januar 1875 im Hafen von Nelson ihr Zielland erreichten. Sieben Tage später ging es dann mit dem Dampfer Charles Edward nach Hokitika. Im Juli desselben Jahres bekam Agnes ihr erstes Kind. Drei weitere Töchter sollten folgen.

## Familie und Tod ihres Mannes
Die Familie erwarb ein zweites Haus, in dem sie später ihr Geschäft herrichten würde. Doch zuvor trat Agnes als Abstinenzlerin in einem Stadtteil von Hokitika in Erscheinung, der mit vielen Hotels, Saloons und Bergarbeiterversammlungen berüchtigt für reichlich Alkoholfluss war. Agnes, die auch für ihre hohen moralischen Ansprüche bekannt war, engagierte sich in der presbyterianischen Kirche des Ortes, schickte ihre Töchter aber auf die örtliche Grundschule. Am 26. November 1885 verstarb ihr Mann Robert und plötzlich war sie alleinige Eigentümerin von einem Haus, zwei Cottages, zwei Geschäften und der Verantwortung für vier Kinder.

## Aufbau eines eigenen Geschäftes
1886 begann sie ihr eigenes Geschäft aufzubauen, indem sie Baumwollstoffen und andere Kleinigkeiten auf dem Seeweg von Nelson nach Hokitika transportieren ließ und die  Waren auf em Fußweg quer durch die Stadt an ihre Kunden auslieferte. Ihre älteste Tochter wurde ein Jahr lang von der Schule abgezogen und musste sich um den Haushalt kümmern und eine andere Tochter half im Geschäft.
Um das Jahr 1890 war ihr Geschäft unter dem Namen Addison's Drapery fest in Hokitika etabliert und machte anderen Tuchmachern, Schneiderinnen, Hutmachern und einem Strickwarengeschäft Konkurrenz. Sie inserierte in unregelmäßigen Abständen in der West Coast Times und informierte die Zeitungsleserinnen darüber, Mrs. Addiso als Vorhangmacherin, Strumpfwirkerin und Damenausstatterin, ihre Ware direkt von den Firmen  Roslyn Worsted and Woollen Mills aus Dunedin bezog, was zu dieser Zeit ein besonderes Markenzeichen war. 1891 renovierte sie den Laden und expandierte zwei Jahre später ihr Geschäft. Ihre beiden älteren Töchter verließen nach fünf und sechs Jahren die Schule, um im Haushalt und im Geschäft zu helfen. Die älteste Tochter heiratete 1896 und die drei jüngeren Töchter arbeiteten alle im Geschäft mit.
Als Agnes Addison 28. Januar 1903 mit nur 60 Jahren in Hokitika verstarb, führten ihre drei jüngeren Töchter das Geschäft weiter.
Agnes Addison war in den 1890er Jahren eine führende Geschäftsfrau in Hokitika. Ihr Engagement und das ihrer Töchter schufen ein Unternehmen, das auch in der Zeit, als die Bevölkerung aufgrund des Rückgang in den Goldfeldern in der Region zu schrumpfen begann, sich behaupten konnte. 1986 feierte die Addisons (Hokitika) Limited ihr 100-jähriges Bestehen.